# 大川裕太
大川 裕太（おおかわ ゆうた、1995年（昭和7年）9月21日 - ）は、日本の宗教家。元幸福の科学理事。元幸福実現党政治顧問。
東京都出身。東京大学法学部卒業。父は幸福の科学総裁の大川隆法。母は幸福実現党党首を務めた大川きょう子。

## 経歴
東京都出身。幸福の科学の総裁である大川隆法とその前妻である大川きょう子の三男として生まれ、白金小学校を経て、神応小学校、麻布中学校、麻布高等学校を卒業し、東京大学法学部へ進学、卒業する。東京大学在学中の2017年（平成29年）6月26日に女優の雲母と結婚するも翌年の2018年（平成30年）に離婚。
幸福の科学では理事を務めるほか、同宗教の常務理事・宗務本部総裁室長代理・総合本部アドバイザー・政務本部活動推進参謀兼国際本部活動推進参謀を歴任し、幸福実現党では政治顧問を務めた。

## 出演

### 映画
- さらば青春、されど青春。（2018年、脚本）

## 著書
- 『父が息子に語る「政治学入門」―今と未来の政治を読み解くカギ』（大川隆法、2015年4月、幸福の科学出版）
- 『いま、宗教に何が可能か―現代の諸問題を読み解くカギ』（2015年10月、幸福実現党）
- 『幸福実現党テーマ別政策集〈1〉宗教立国』（2015年5月、幸福実現党）
- 『幸福実現党テーマ別政策集〈3〉金融政策』（2015年10月、幸福実現党）
- 『幸福実現党テーマ別政策集〈4〉未来産業投資／規制緩和』（大川隆法、2015年10月、幸福の科学出版）
- 『国際政治学の現在（いま）―世界潮流の分析と予測』（大川隆法、2016年10月、幸福の科学出版）
- 『現代ドイツ政治概論』（大川隆法、2017年3月、幸福の科学出版）
- 『政治の意味―日本と世界の論点、その「本質」と「未来」』（大川隆法、2017年6月、幸福の科学出版）
- 『実戦・選挙学入門―日本社会の弱点とあるべき未来』（大川隆法、2019年8月、幸福の科学出版）